# Oskar Delius

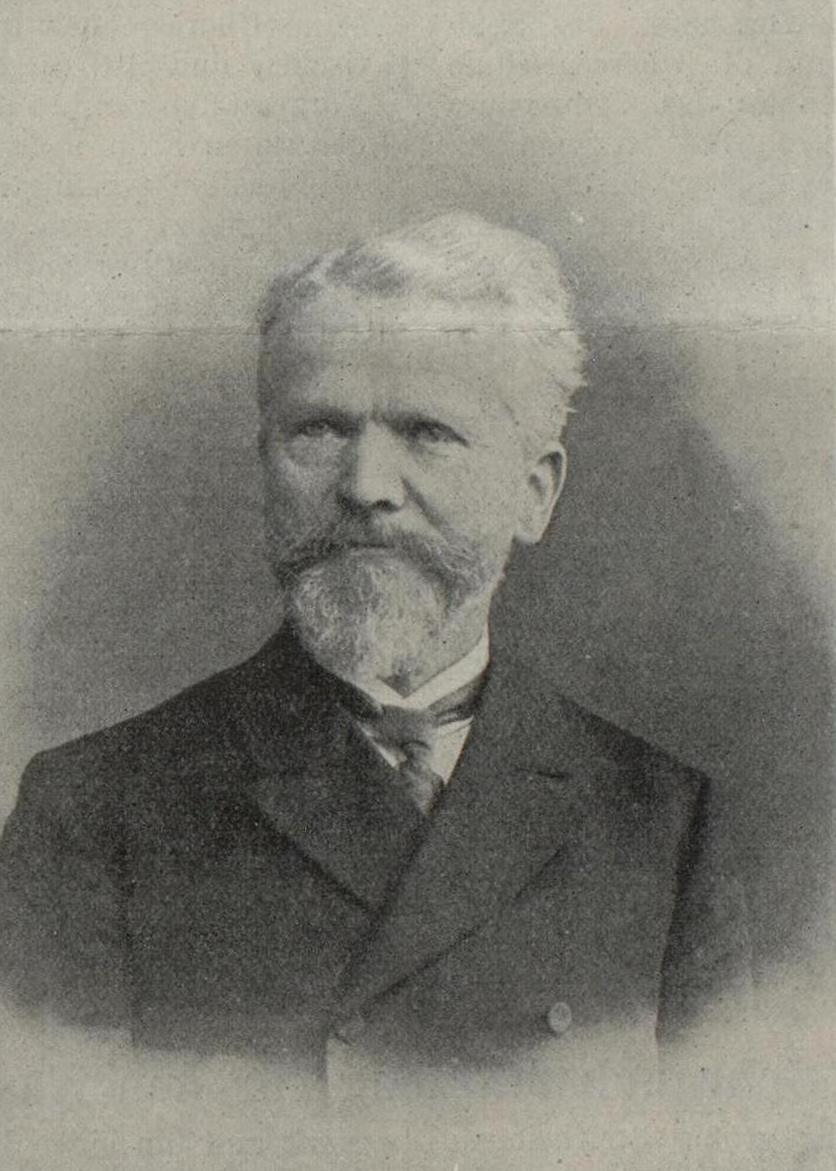
Oskar Delius

Oskar Delius, auch Oscar Delius, (* 28. Mai 1846 in Versmold; † 19. September 1916 in (Berlin-)Wilmersdorf; vollständiger Name: Oskar Franz Theodor Delius) war ein deutscher Architekt und hochrangiger preußischer Baubeamter in Berlin.

## Leben
Oskar Delius war der Sohn eines Gutsbesitzers. Er besuchte die Realschule in Dortmund, die er 1864 mit dem Reifezeugnis verließ. Danach wurde er Eleve beim Kreisbauinspektor in Olpe und beteiligte sich außerdem drei Monate an Feldmesserarbeiten. Ab 1865 studierte er an der Berliner Bauakademie, die er 1867 nach der bestandenen Bauführer-Prüfung verließ. Er war danach an den Vorarbeiten für die obere Ruhrtalbahn beteiligt und setzte sein Studium 1869 fort, musste aber 1870 in den Deutsch-Französischen Krieg ziehen, aus dem er im Rang eines Oberleutnants zurückkehrte. Er legte dann die Feldmesserprüfung ab und war als Bauführer im Kreis Arnsberg tätig, wo er insbesondere an der Errichtung von Schulgebäuden beteiligt war. Seine Baumeister-Prüfung fiel so gut aus, dass er ein Reisestipendium erhielt, das er für Reisen nach Dresden, Wien und Rom verwendete. Als Baumeister in Arnsberg war er zunächst mit Brückenbauten befasst und wurde dann hauptsächlich in der Hochbauverwaltung eingesetzt. 1879 wurde Oscar Delius – bis dahin im Rang eines Regierungsbaumeisters – zum Landbaumeister mit Sitz in Koblenz befördert.
1883 wurde er Bauinspektor in Eisleben und 1891 Regierungs- und Baurat, zunächst in Lüneburg, dann in Stettin. Im Jahr 1900 wurde Delius in die Hochbauabteilung des preußischen Ministeriums der öffentlichen Arbeiten in Berlin berufen. Bis 1914 betreute er als Vortragender Rat im Ministerium zahlreiche Neubauten für Behörden.
1903 wurde Oskar Delius mit dem Königlichen Kronen-Orden III. Klasse ausgezeichnet. Im selben Jahr wurde er mit seinem Kollegen Paul Kieschke zum Mitglied des Technischen Oberprüfungsamts ernannt.
Er wurde 1912 mit dem Roten Adlerorden II. Klasse ausgezeichnet.
Oskar Delius war zuletzt Dezernent für die Bauten der Finanz-, Handels-, Gewerbe-, landwirtschaftlichen und Unterrichtsverwaltungen im Ministerium der öffentlichen Arbeiten. Krankheitshalber zog er sich aus dem Dienst zurück. Delius war verheiratet.

## Werk

### Bauten (Auswahl)

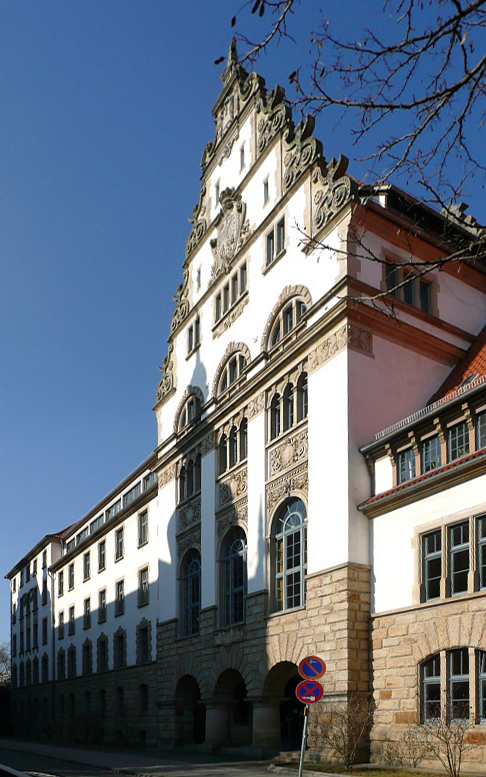
Ehemalige Oberzolldirektion Hannover

- 1905–1908: Verwaltungsgebäude für die Königlich Preußische Ansiedlungskommission für Westpreußen und Posen in Posen, Oberwall (mit Veränderungen erhalten)[7][8]
- 1905–1908: Neubau des Kurhauses in Bad Oeynhausen (Entwurf gemeinsam mit Karl Hinckeldeyn)[9]
- 1906: Vorentwurf für das Verwaltungsgebäude der Oberzolldirektion Hannover, Hardenbergstraße 3–5 (1906–1908 ausgeführt; heute Sitz der Oberfinanzdirektion Niedersachsen; unter Denkmalschutz)
Die Oberbauleitung hatte der Baurat Franz Engelbrecht in Hannover, die Ausarbeitung und Bauleitung oblag Hermann Heise, zusätzliche Bauleiter waren Regierungsbaumeister Emil Goehrtz sowie Regierungsbaumeister Otto Heusgen.[10]
- 1908–1909: Neubau für das evangelische Knaben-Alumnat „Paulinum“ in (Berlin-)Dahlem, Reichensteiner Weg 24/26 (verändert und umgenutzt; unter Denkmalschutz)[11][12]
An der Planung war Delius wohl außerdienstlich als Kuratoriumsmitglied des Central-Ausschusses für Innere Mission der deutsch-evangelischen Kirche beteiligt; als eigentlicher Entwurfsurheber gilt der Berliner Architekt Carl Kujath (* 1870), der in einer zeitgenössischen Publikation auch als Experte für Erziehungs- und Wohlfahrtsbauten hervorgehoben wurde.[13]
- 1908–1910: Verwaltungsgebäude für das Oberbergamt Dortmund, Goebenstraße 25 (unter Denkmalschutz)
Die Oberleitung für Entwurfsbearbeitung und Bauausführung lag bei Delius, die Bauleitung übte Baurat Rudolf Claren mit örtlicher Unterstützung durch Regierungsbaumeister Fritz Behrendt und danach durch Regierungsbaumeister Otto Krell aus.[14]
- 1908–1911: Verwaltungsgebäude für die Oberzolldirektion Köln, Wörthstraße 1/3 (nach Kriegsschäden verändert, unter Denkmalschutz)
Auf eine Entwurfsskizze von Delius hin erfolgte die Ausarbeitung durch Regierungsbaumeister Uvo Hölscher, die Bauausführung stand unter Leitung von Baurat Theodor Stock, die Bauleitung übte Regierungsbaumeister Gehm aus.[15]
- 1909–1911: Verwaltungsgebäude für das Hauptzollamt Liegnitz, Marienplatz (Ausführung durch Kerstein, Mettke, Pfeiffer und Hahn)[16]
- 1909–1911: Neubauten für die Königlich Preußische Landesturnanstalt in (Berlin-)Spandau, Radelandstraße[17] (mit Bootshaus am Nordhafen[18])
- 1912–1914: Verwaltungsgebäude für die Oberzolldirektion Münster, Hohenzollernring 80 (Ausführungsplanung und Bauleitung durch Regierungs- und Baurat Carl Moormann und Regierungsbaumeister Reinhold Paffendorf)[19]
- 1912: Dienstgebäude des Eichamts in Königsberg (Ostpreußen)
- 1913–1915: Kurtheater in Bad Oeynhausen (Bauleitung durch Ernst Nommensen (†), Heinrich Quast und Adolf Ott)[20]

### Schriften (Auswahl)
- Bau und Einrichtung der staatlichen höheren Lehranstalten in Preußen. 1. Auflage, Ernst & Sohn, Berlin 1913 / 2. Auflage, 1927. (Inhaltsverzeichnis bei der Deutschen Nationalbibliothek)